# Benedetto Montagna
Benedetto Cincani detto "il Montagna" (Vicenza, 1480 circa – prima del 1558) è stato un pittore e incisore italiano.

## Biografia

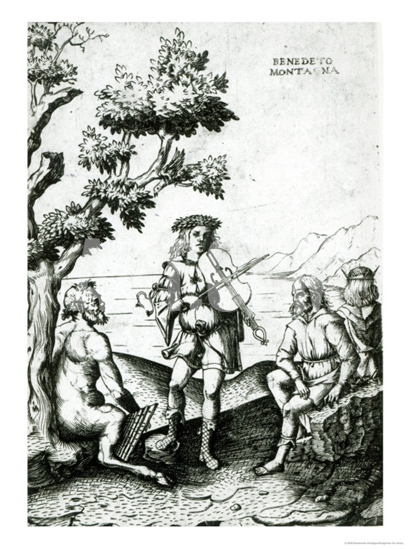
Sfida musicale fra Apollo e Pan

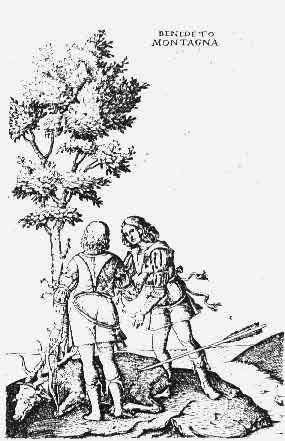
Benedetto Montagna, Apollo e Ciparisso, ca. 1515-1520, xilografia.

Figlio del pittore Bartolomeo e di Paola Crescenzio, di lui non si hanno notizie prima del 12 aprile 1504, quando il padre lo nominava suo procuratore (alché si può fissarne la data di nascita attorno al 1480).
La sua attività di pittore è attestata sin dal 1517, quando risulta collaboratore del padre nei lavori eseguiti al palazzo del Podestà di Vicenza. Rispetto a Bartolomeo fu un pittore assai mediocre; più interessante la sua attività di incisore, che tuttavia abbandonò quasi del tutto quando, ereditata l'avviata bottega di famiglia (1523), si ritrovò a gestire molti impegni.
Di questa breve esperienza ci sono pervenute quarantuno stampe, che ne testimoniano in particolare l'abilità tecnica. Come altri incisori coevi, fu influenzato dalla maniera del Mantegna che integrò con lo studio del più recente Dürer. La gran parte dei disegni rimanda alle opere paterne, delle quali provò di riprodurre la plasticità; se in un primo momento questi tentativi risultano non privi di asperità e squilibri, i lavori successivi risultano più morbidi e sempre più sensibili all'atmosfera, con particolare attenzione alla luce e all'ombra.
Per quanto riguarda la pittura, il primo dipinto firmato e datato è la Madonna in trono col Bambino fra i santi Pietro, Francesco, Antonio da Padova e Paolo (1528), oggi alla pinacoteca di Brera. L'opera è assai vicina alla pala che il padre aveva realizzato per la chiesa di Santa Maria in Vanzo e, più in generale, alle opere più tarde di Bartolomeo.
Le altre poche opere autografe mostrano la medesima impostazione: la Madonna fra i santi Sebastiano e Rocco (1533), già alle gallerie dell'Accademia e ora nella chiesa vicentina di Santa Maria dei Servi; la Trinità con la Vergine e il Battista (1535), al museo civico di Vicenza; la Madonna in trono col Bambino fra i santi Quirico e Giulitta (1541), nell'omonima chiesa di Lonigo; la Madonna fra i santi Sebastiano e Antonio abate (non datata), nella chiesa dei Carmini a Vicenza; la Madonna in trono col Bambino fra i santi Vito e Modesto, nella parrocchiale di Gambugliano.
Gli sono attribuite, non senza riserve: la Madonna col Bambino della collezione J.G. Johnson-Philadelphia Museum of Art, la Madonna col Bambino nella collezione Treuhandverwaltung von Kulturgut, la Madonna col Bambino fra due angeli musicanti nella collezione Sartorio. Difficile, inoltre, individuare i suoi contribuito alle opere del padre (particolarmente studiata in questo senso la pala di Cologna Veneta). Gli è stata assegnata anche una terracotta con la Madonna e il Bambino conservata al Museo del Louvre.
Dalla documentazione sappiamo che era già morto nel 1558, probabilmente non da molto.